# Dionýsios Vasilópoulos
Dionýsios Vasilópoulos (grec moderne : Διονύσιος Βασιλόπουλος) né en 1902 à Alexandrie et mort en 1964 est un nageur et joueur de water-polo grec.

## Biographie
Il participe aux éliminatoires grecs pour les Jeux de 1920. Il s'entraîne sérieusement pour améliorer son niveau. Lors de championnats panhelléniques de 1923, il remporte six titres : 100 mètres, 400 mètres, 1 500 mètres, 3 000 mètres nage libre, 100 mètres dos et le relais 4 × 200 mètres avec son club du ΝΟ Néo Fáliro. Le club se classe deuxième du relais quatre nages. En individuel, il bat les records de Grèce et distance largement ses adversaires. Il gagne le 100 mètres avec 25 m d'avance, en 1 min 14 s 8 (nouveau record de Grèce) ; le 400 mètres avec presque 100 mètres d'avance, en 6 min 26 s (battant son propre record de Grèce) ; le 1 500 mètres avec presque 250 m d'avance, en 25 min 26 s (battant son propre record de Grèce) ; le 3 000 mètres avec presque 1 000 mètres d'avance, en 59 min 54 s (nouveau record de Grèce). Il remporte le 100 mètres dos en 1 min 55 s 4.
Aux championnats panhelléniques de 1926, il remporte trois titres 200 mètres (2 min 53 s), 400 mètres (6 min 15 s 6) et 1 500 mètres nage libre (25 min 25 s 2). Aux championnats panhelléniques de 1928, il remporte le 1 500 mètres nage libre (26 min 22 s 2).
Il est membre de l'équipe de Grèce de water-polo aux Jeux olympiques de 1920.
Il est engagé en natation aux Jeux olympiques d'été de 1924 sur les 100 mètres, 400 mètres et 1 500 mètres nage libre messieurs. Sur le 100 mètres, il réalise 1 min 12 s (nouveau record de Grèce), loin derrière le premier de la série le Suédois Arne Borg, mais légèrement devant le Néerlandais Pieter Jacobszoon (en). Quatrième de la série, il n'est pas qualifié pour les demi-finales. Sur le 400 mètres, il réalise 6 min 21 s 40 (nouveau record de Grèce). Troisième de la série, il n'est pas qualifié pour les demi-finales. Sur le 1 500 mètres, il réalise 26 min 17 s 40. Quatrième de la série, il n'est pas qualifié pour les demi-finales. Il est membre du relais 4 × 200 mètres nage libre mais l'équipe grecque déclare forfait. Il fait aussi partie de l'équipe grecque pour le tournoi de water-polo de ces mêmes Jeux, mais celle-ci est éliminée 6-1 dès le premier tour par l'équipe tchécoslovaque.